# Cryptoclididae
De Cryptoclididae zijn een familie van uitgestorven plesiosauriërs die leefden van het Laat-Jura tot het Laat-Krijt.
De familie werd in 1925 benoemd door Samuel Wendell Williston.
Een klade Cryptoclididae werd in 2010 gedefinieerd door Ketchum en Roger Benson als de groep omvattende Cryptoclidus eurymerus en alle soorten nauwer verwant aan Cryptoclidus dan aan Elasmosaurus platyurus, Leptocleidus superstes, Plesiosaurus dolichodeirus of Polycotylus latipinnis.

## Kenmerken
De Cryptoclididae hadden lange nekken die zo'n dertig tot vierenveertig wervels bevatten. De brede en korte schedel had een lange snuit waarin zich een vlijmscherp gebit bevond, waarmee kleine vissen en garnalen gevangen werden. Het jukbeen is smal en staat verticaal. De slaap toont een matig diepe inham in de onderzijde. De atlas draagt een rib. De schouderbladen raken elkaar op de middenlijn. De voorste binnenrand van het ravenbeksbeen raakt het schouderblad.

## Geslachten
- † Cryptoclidus Seeley, 1892
- † Kimmerosaurus Brown, 1981
- † Muraenosaurus Seeley, 1874
- † Tricleidus Andrews, 1909
- † Vinialesaurus Gasparini, 2002
- † Opallionectes
- † Spitrasaurus